# Joaquim Videira
Joaquim Filipe Ferreira dos Santos Videira (Viseu, 12 janvier 1984) est un escrimeur pratiquant l'épée. Il a été vice-champion du monde d'épée en 2006.

## Biographie
Joaquim Videira a débuté la pratique l'escrime en 1996 sous la direction du maître d'armes Hélder Alves.
En 2006, il a gagné la médaille d'argent aux championnats du monde d'escrime (la meilleure performance de l'histoire de l'escrime du Portugal) perdant malheureusement à la mort subite. Il a aussi gagné des médailles à d'autres championnats et coupes du monde.
Il a représenté les clubs suivants :
- Aujourd'hui - Associação dos Antigos Alunos do Colégio Militar
- 2004-2006 - Centro de Convívio e Desportivo de Vale de Milhaços
- 2002-2004 - Associação dos Pupilos do Exército
- 1996-2002 - Instituto Militar dos Pupilos do Exército

Joaquim Videira a été soutenu par le programme Espoirs olympique en 2005 et a intégré le Projet de Pékin 2008 depuis 2006 en son plus haut niveau (Niveau 1 - Médaillé) du Comité national olympique du Portugal.
C'est l'un des seuls escrimeurs qui utilise le french grip contrairement au pistolet.
Il est important de distinguer le fair-play de cet athlète qui a reçu le trophée national olympique du comité portugais du fair-play. Pendant un duel aux championnats du monde il a refusé un point après avoir touché le sol de son épée. Il a convaincu le jury et a perdu le duel en étant éliminé de la compétition.
Il possède aussi un diplôme d'ingénieur électronique de la faculté d'Oporto. Il poursuivra ses études en faisant un master. 

## Parcours sportif
Résultat individuel depuis la 10e place
2008
- 6e de la Coupe du Monde à Lisbonne
- 10e de la Coupe du Monde à Berne

2007
- 1er de la Coupe du Monde à Sydney
- 3e de la Coupe du Monde à Paris
- 3e de la Coupe du Monde à Bogotá
- 3e au classement mondial

2006
- 2e du Championnat du Monde à Turin
- 5e au Grand Prix de Montréal
- 9e de la Coupe du Monde de Kish Island

2005
- 7e des Championnats Européen de Copenhague

Jeunesse (2000-2005)
- 3e de la Coupe du monde à Ponte de Sôr
- 3e de la Coupe du monde au Caire
- 3e aux Championnats Européens Junior de Conegliano
- 5e de la Coupe du monde de Helsinki
- 5e de la Coupe du monde de Catania
- 5e de la Coupe du monde de Bratislava
- 5e du classement mondial Junior
- 6e de la Coupe du monde de Luxembourg

## Trophées
- Médaille olympique donnée par le Comité national olympique du Portugal en 2006
- Nomination pour le meilleur athlète de l'année par la Confédération du Sport du Portugal en 2006
- Trophée du Fair Play donné par le Comité national olympique du Portugal en 2004
- Jeune espoir de l'escrime donné par la Confédération du Sport du Portugal en 2004
- Récompense d'Honneur de la Jeunesse donnée par le Comité national olympique du Portugal en 2002
- Trophée Aquilino Ribeiro, Trophée des Sports donné par le Jornal do Centro en 2007